# Проект «Зелёная соль»
Проект «Зелёная соль» (иное название «Project 1-11», англ. Green Salt Project) — предполагаемая секретная иранская организация, занимавшаяся переработкой урана, взрывчатыми веществами и конструкцией ракетных боеголовок. 
Проект получил свое название от тетрафторида урана, также известного как зелёная соль, промежуточного продукта при переработке урановой руды в гексафторид урана — токсичный газ, который может подвергаться обогащению или очистке в топливо для ядерных реакторов или бомб. Тетрафторид урана также использовался в качестве источника металлического урана для топливных элементов реактора Магнокс путем химического восстановления. С тех пор как МАГАТЭ начало расследование иранской ядерной деятельности в 2002 году, агентство обнаружило ряд секретных действий, некоторые из которых предположительно нарушали соглашение Ирана с агентством. В число таких обсуждаемых в МАГАТЭ проектов входит «Зелёная соль».

## Публичное освещение
Первоначально о проекте стало известно по сообщениям о портативном компьютере, находившемся в распоряжении ЦРУ и предположительно тайно вывезенном из Ирана. В нём содержалась информация о предполагаемой иранской программе создания ядерного оружия, от проекта подземных испытательных установок до схем ядерных ракетных боеголовок. Впервые Международное агентство по атомной энергии упомянуло проект 31 января 2006 года.

## Запрос МАГАТЭ
5 декабря 2005 года Секретариат МАГАТЭ запросил о встрече с Ираном для обсуждения предоставленной Секретариату информации о предполагаемых ядерных исследованиях Ирана, включая проект «Зелёная соль», а также об испытаниях, связанных с бризантными взрывчатыми веществами и о проектировании Ираном возвращаемого ракетного аппарата. Все упомянутые в запросе события могут быть взаимосвязаны и иметь отношение к ядерным исследованиям. 

## Ответ Ирана
16 декабря 2005 г. Иран ответил, что «проблема является необоснованным обвинением». 23 января 2006 года Иран согласился на встречу с заместителем генерального директора МАГАТЭ по гарантиям для разъяснения предполагаемого проекта «Зелёная соль», но отказался затронуть другие темы во время этой встречи. В ходе встречи 27 января 2006 года Агентство представило на рассмотрение Ирана ряд сообщений, касающихся проекта. Иран утверждал, что все национальные ядерные проекты осуществляются Организацией по атомной энергии Ирана, что обвинения в адрес Ирана о тайной ядерной программе необоснованны, и что Иран предоставит дополнительные разъяснения позднее. 

## Встреча в 2006 году
26 февраля 2006 года представитель МАГАТЭ встретился с иранскими властями в очередной раз, чтобы обсудить предполагаемый проект «Зелёная соль». Иран повторил, что обвинения «основаны на фальшивых и сфабрикованных документах, поэтому они безосновательны» и что ни такого проекта, ни таких исследований не существует и не существовало. 

## Итог
30 ноября 2008 года Голам Реза Агазаде, глава Организации по атомной энергии Ирана, сообщил, что Иран получил письмо от МАГАТЭ, в котором подтверждается, что информация о проекте действительно не относится к созданию ядерных ракетных боеголовок, и вопрос полностью решен. Эксперты МАГАТЭ предполагают, что проект действительно существовал и имел отношение к исследованию в области топливного цикла. 